# سانتا كروز ديل كويتشي
سانتا كروز ديل كويتشي (بالإنجليزية: Santa Cruz del Quiché)‏ هي مدينة، تتبع إدارة كويتشي، هي عاصمة إدارة كويتشي، تبلغ مساحتها 128 كيلومتر مربع.

## الموقع
تشترك في الحدود مع:
- San Andrés Sajcabajá [الإنجليزية]‏
- Chichicastenango [الإنجليزية]‏
- Patzité [الإنجليزية]‏
- San Pedro Jocopilas [الإنجليزية]‏
- San Bartolomé Jocotenango [الإنجليزية]‏
- Chinique [الإنجليزية]‏
- Chiché, Guatemala [الإنجليزية]‏
- San Antonio Ilotenango [الإنجليزية]‏.